# عطشان الرصافة (الرقة)
عطشان الرصافة قرية سورية تتبع ناحية المنصورة في منطقة الثورة في محافظة الرقة. بلغ عدد سكانها 731 نسمة في عام 2004 حسب إحصاء المكتب المركزي للإحصاء.